# Henrik Birnbaum
Henrik Birnbaum (ur. 13 grudnia 1925 we Wrocławiu, zm. 30 kwietnia 2002 w Los Angeles) – amerykański językoznawca, slawista i historyk.

## Życiorys
Gimnazjum ukończył na Żoliborzu w Warszawie. Studia wyższe z zakresu różnych filologii i literaturoznawstwa porównawczego ukończył w Sztokholmie, tamże doktorat – 1954 i habilitacja 1958 (w latach 1958–1961 wykładowca). Od 1961 profesor w University of California, Los Angeles. Wykładał także na wielu uniwersytetach amerykańskich i w Jerozolimie. Członek zagraniczny Polskiej Akademii Nauk. Zajmował się językami i kulturą słowiańską.

## Wybrane publikacje
- Untersuchungen zu den Zukunftsumschreibungen mit dem Infinitiv im Altkirchenslavischen. Ein Beitrag zur historischen Verbalsyntax des Slavischen, Stockholm 1958.
- Slaverna och deras grannfolk. En kort orientering [The Slavs and Their Neighbors. A Short Orientation], Uppsala 1961.
- Studies on Predication in Russian I, Santa Monica, CA 1964.
- Studies on Predication in Russian II, Santa Monica, CA 1965.
- Problems of Typological and Genetic Linguistics Viewed in a Generative Framework, The Hague 1970.
- On Medieval and Renaissance Slavic Writing. Selected Essays, The Hague 1974.
- Common Slavic: Progress and Problems in its Reconstruction, Cambridge, MA, 1975.
- Doktor Faustus und Doktor Schiwago. Versuch ueber zwei Zeitromane aus Exilsicht, Lisse 1976.
- Linguistic Reconstruction: Its Potentials and Limitations in a New Perspective, Washington, D.C. 1977.
- Lord Novgorod the Great: Essays in the History and Culture of a Medieval City-State. Part One: The Historical Background, Columbus, OH 1981.
- Essays in Early Slavic Civilization / Studien zur Fruehkultur der Slaven, Munich 1981.
- (współautor: P.T. Merrill),Recent Advances in the Reconstruction of Common Slavic (1971-1982) Columbus, OH 1984.
- Lord Novgorod the Great: Sociopolitical Experiment and Cultural Achievement, Los Angeles 1985.
- Praslavianskii iazyk. Dostizhenia i problemy v ego rekonstruktsii, Moscow 1987.
- Novgorod and Dubrovnik: Two Slavic City Republics and Their Civlization, Zagreb 1989.
- Aspects of the Slavic Middle Ages and Slavic Renaissance Culture, New York 1992.
- Novgorod in Focus, Columbus, OH 1996.

## Wybrane publikacje w języku polskim
- Średniowieczny Nowogród. Życie polityczne, społeczne i kulturalne w staroruskiej wspólnocie miejskiej, [w:] Chrześcijaństwo Rusi Kijowskiej, Białorusi, Ukrainy i Rosji (X–XVII wiek), red. Jerzy Kłoczowski, Kraków 1997, s. 125–162.